# Tsukasa Masuyama
Tsukasa Masuyama (益山 司 Masuyama Tsukasa?, nacido el 25 de enero de 1990 en Minokamo, Gifu) es un exfutbolista japonés. Jugaba de centrocampista y su último club fue el FC Gifu de Japón.

## Trayectoria

### Clubes
| Club                | País  | Año         |
| ------------------- | ----- | ----------- |
| JEF United Chiba    | Japón | 2008 - 2011 |
| Oita Trinita        | Japón | 2010        |
| Matsumoto Yamaga FC | Japón | 2012        |
| FC Gifu             | Japón | 2013 - 2016 |

## Estadística de carrera

### J. League
| Club                | Año   | J. League | J. League | Copa J. League | Copa J. League | Total | Total |
| Club                | Año   | Part.     | Goles     | Part.          | Goles          | Part. | Goles |
| ------------------- | ----- | --------- | --------- | -------------- | -------------- | ----- | ----- |
| JEF United Chiba    | 2008  | 1         | 0         | 1              | 0              | 2     | 0     |
| JEF United Chiba    | 2009  | 5         | 0         | 1              | 0              | 6     | 0     |
| JEF United Chiba    | 2010  | 1         | 0         | -              | -              | 1     | 0     |
| Oita Trinita        | 2010  | 11        | 0         | -              | -              | 11    | 0     |
| JEF United Chiba    | 2011  | 0         | 0         | -              | -              | 0     | 0     |
| Matsumoto Yamaga FC | 2012  | 1         | 0         | -              | -              | 1     | 0     |
| FC Gifu             | 2013  | 41        | 2         | -              | -              | 41    | 2     |
| FC Gifu             | 2014  | 29        | 3         | -              | -              | 29    | 3     |
| FC Gifu             | 2015  | 32        | 0         | -              | -              | 32    | 0     |
| FC Gifu             | 2016  | 12        | 0         | -              | -              | 12    | 0     |
| Total               | Total | 133       | 5         | 2              | 0              | 135   | 5     |